# Dichomeris simaoensis
Dichomeris simaoensis is een vlinder uit de familie van de tastermotten (Gelechiidae). De wetenschappelijke naam van de soort is voor het eerst geldig gepubliceerd in 1997 door Hou-Hun Li & H.J. Wang.

## Type
- holotype: "female, 24.IV.1995. genitalia slide no. L95068"
- instituut: IZSNU, Xi'an, China
- typelocatie: "China, Yunnan Province, Simao, 22°29'N, 100°35'E, 1325 m"